# Центрифуга

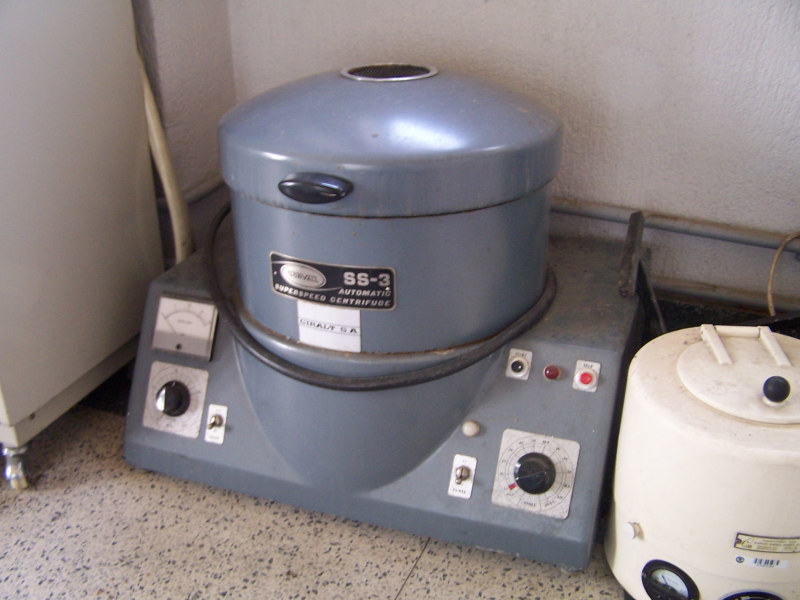
Центрифуга для медичних досліджень.

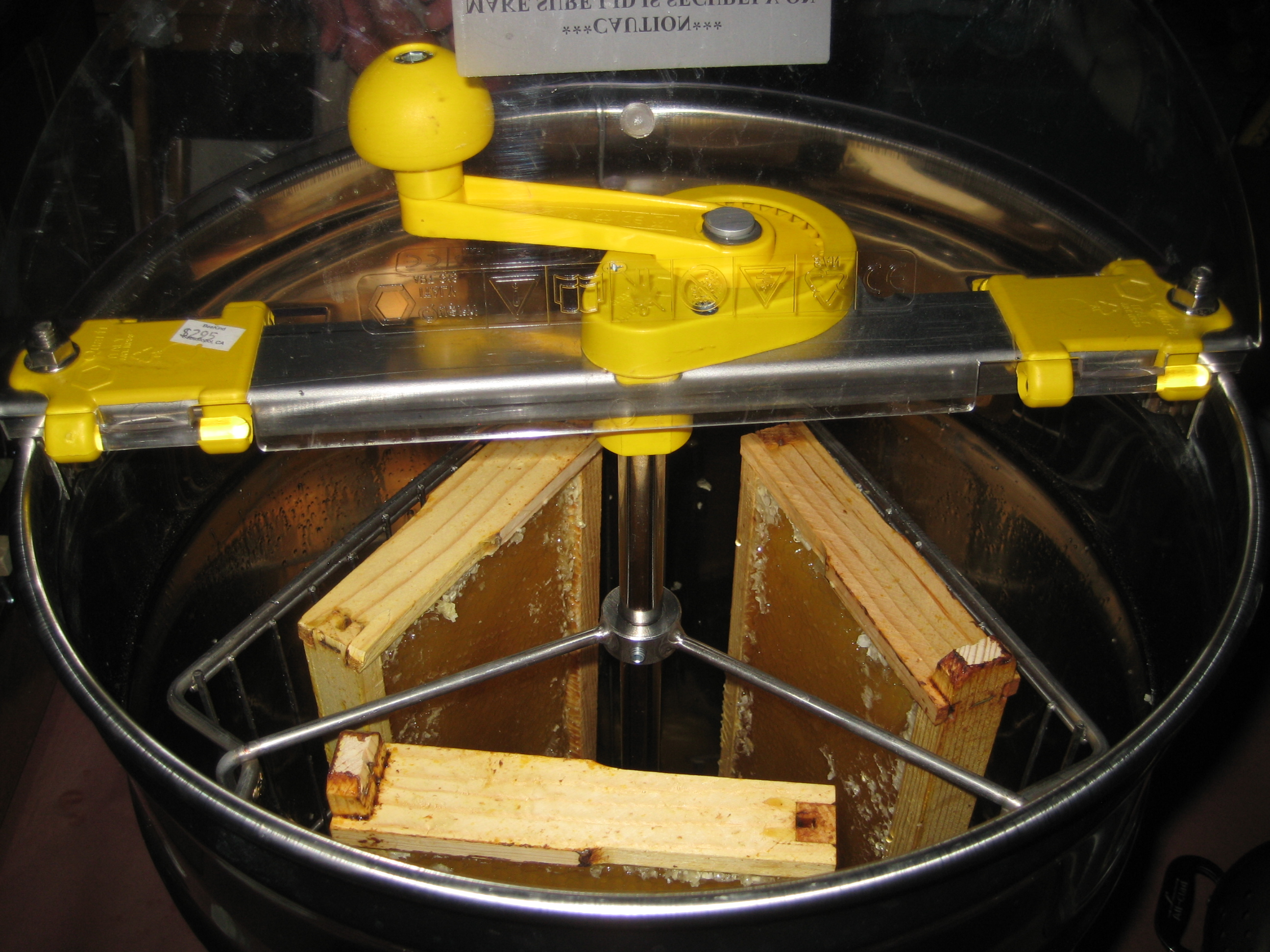
Центрифуга для видавлювання меду зі стільників.

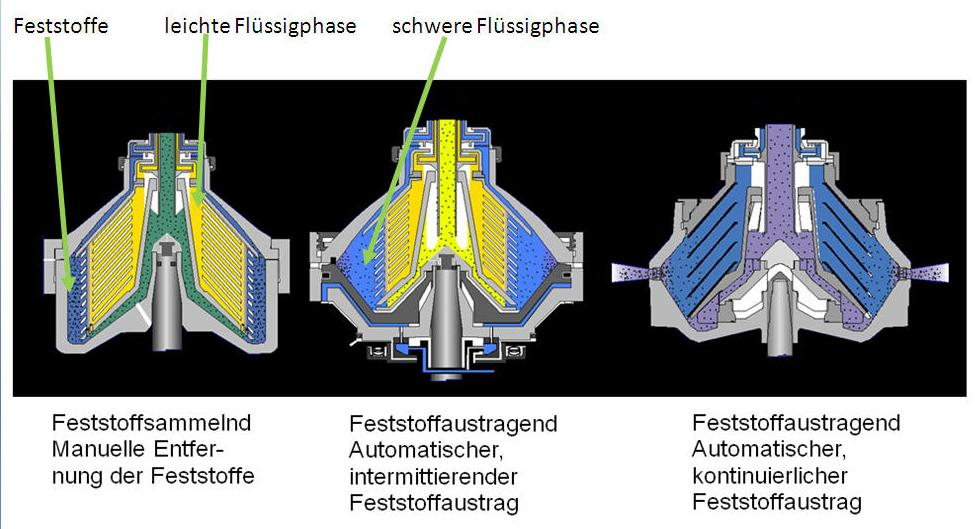
Варіанти центрифуг для зневоднення твердих матеріалів.

Центрифу́га (англ. centrifuge, centrifual mashine; нім. Schleuder f, Zentrifuge f) —  машина або прилад для поділу суміші з сипких тіл чи рідин на складові частини дією відцентрової сили. Використовують для розділення гідросумішей (пульп, суспензій) на тверду та рідку фази, для отримання зневодненого продукту (осаду) та рідкої фази (фугату).

## Загальний опис
Центрифуги застосовуються в лабораторній практиці, в сільському господарстві для очищення зерна, видавлювання меду зі стільників, виділення жиру з молока, в промисловості для збагачення руд, в крохмаль-патоковому виробництві, у текстильному виробництві, в пральних машинах для віджиму води з білизни тощо. Високошвидкісні газові центрифуги застосовуються для розділення ізотопів, в першу чергу ізотопів урану в газоподібному з'єднанні (гексафториду урану UF6).
Крім того, центрифуги використовуються при випробовуваннях космонавтів та льотчиків.
У гірничій промисловості центрифуги широко використовуються при збагаченні корисних копалин для зневоднення продуктів збагачення, частинок дрібних класів (шламів, продуктів флотації, концентратів, промпродуктів та інші) або розділенні частинок за крупністю.
За характером процесів, що протікають при центрифугуванні, центрифуги розподіляють на фільтрувальні та осаджувальні.
Центрифуги оснащені перфорованими роторами конічної (переважно у фільтрувальних центрифуг) або циліндричної (в осаджувальних центрифугах) конфігурації, розташованими горизонтально або вертикально. У процесі фільтрування на центрифузі виділяють три періоди: утворення осаду (власне фільтрування), його ущільнення та механічного сушіння. Осад вивантажується під дією вібрації ротора або за допомогою шнека. У шнековій осаджувальній (відсаджувальній) центрифузі після осадження частинок осад транспортується шнеком по ротору та одночасно зневоднюється. Фугат стікає вздовж спірального шнекового каналу у зону осадження. У центрифуг зі шнековим розвантаженням осьова швидкість переміщення осаду визначається відносною частотою обертання шнека, середнім діаметром ротора, довжиною шнека. У центрифуг з вібраційним розвантаженням середня швидкість руху осаду у роторі залежить від частоти та амплітуди його коливання, діаметра, кута нахилу твірної до осі обертання, частоти обертання, а також густини та коефіцієнта зовнішнього тертя вихідного та зневодненого продуктів. Розмір граничного зерна при роботі центрифуги на вугільних шламах 0,04–0,08 мм, а на рудних гідросумішах — 0,005–0,03 мм.

## Показники роботи центрифуг
Одним з основних показників роботи центрифуги є індекс продуктивності, що характеризує відносну розподільну здатність центрифуги.
Технологічна ефективність осаджувальних центрифуг оцінюється за ступенем вилучення в осад твердої фази. Залежно від характеристики матеріалу, режиму роботи центрифуги та її конструкції технологічна ефективність змінюється від 55 до 90 %. У вугільній промисловості осадні центрифуги використовуються для зневоднювання антрацитів, та іншого енергетичного вугілля, незбагачених шламів та рідше флотаційних концентратів. При зневоднюванні концентратів флотації коксівного вугілля осадні центрифуги характеризуються нижчими технологічними показниками (наприклад, вологість осаду більша на 3–5 %). У фільтрувальних вібраційних центрифуг вологість осаду складає 7—10 %, а в шнекових, при інших рівних умовах, — на 1–1,5 % менше.
Часто для оцінки технологічних характеристик центрифуг використовують число Фруда. Число Фруда характеризує співвідношення між силою інерції та зовнішньою силою, у полі якої відбувається рух, що діють на елементарний об'єм рідини або газу:
{\displaystyle \mathrm {Fr} ={\frac {v^{2}}{gL}},}
де {\displaystyle v} — характерна швидкість, {\displaystyle g} — прискорення, що характеризує дію зовнішньої сили, {\displaystyle L} — характерний розмір області, у якій розглядається течія.
Для промислових центрифуг число Фруда Fr = 1000—2000.

## Продуценти
У деяких країнах осадні центрифуги виготовляються з роторами, що мають горизонтальну вісь обертання. У практиці збагачування корисних копалин найбільше розповсюдження мають вертикальні фільтрувальні центрифуги з вібраційним та шнековим розвантаженням, а також осаджувальні центрифуги. Основним виготовлювачем центрифуг в Україні є завод імені О. Пархоменко (м. Луганськ).

## Тренування космонавтів

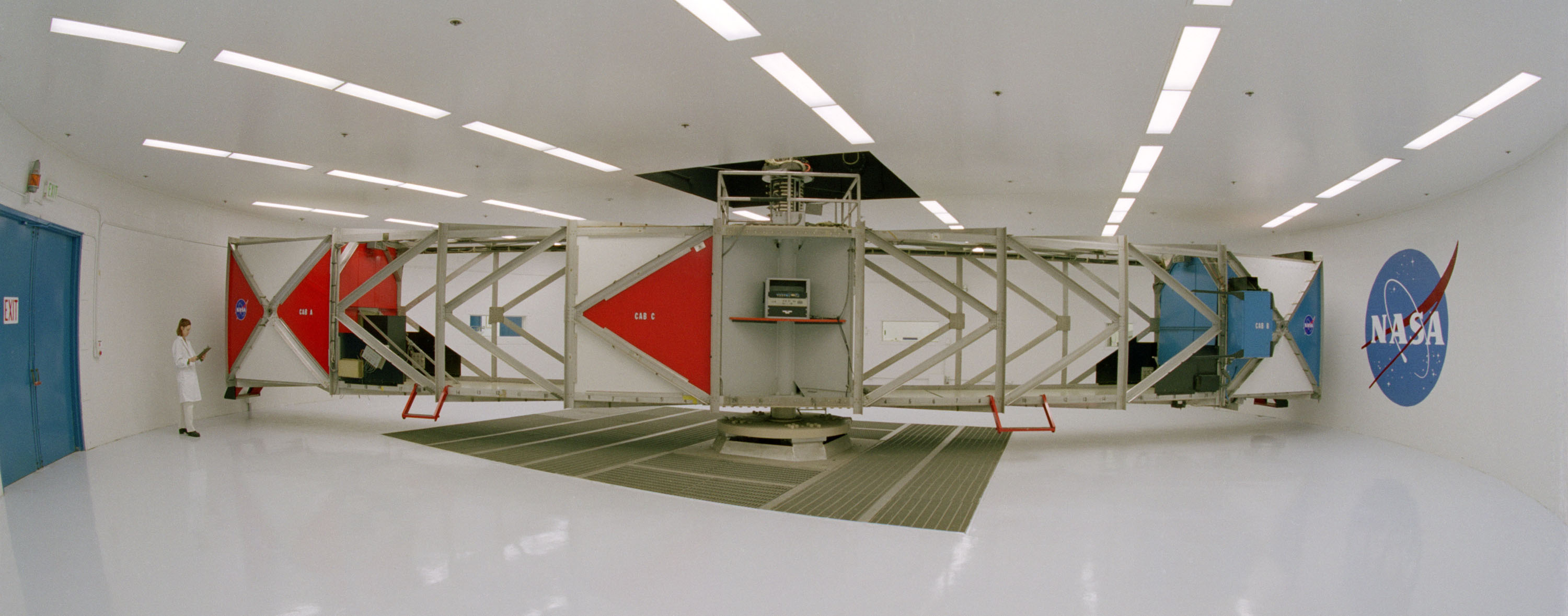
Центрифуга 20G в Дослідницькому центрі НАСА.